# Nopka (textil)
Nopka (angl.: nap, něm.: Nisse) je shluk textilních vláken nebo nití. Výraz nopka resp. (častěji) nopek se používá pro několik vzájemně odlišných útvarů.

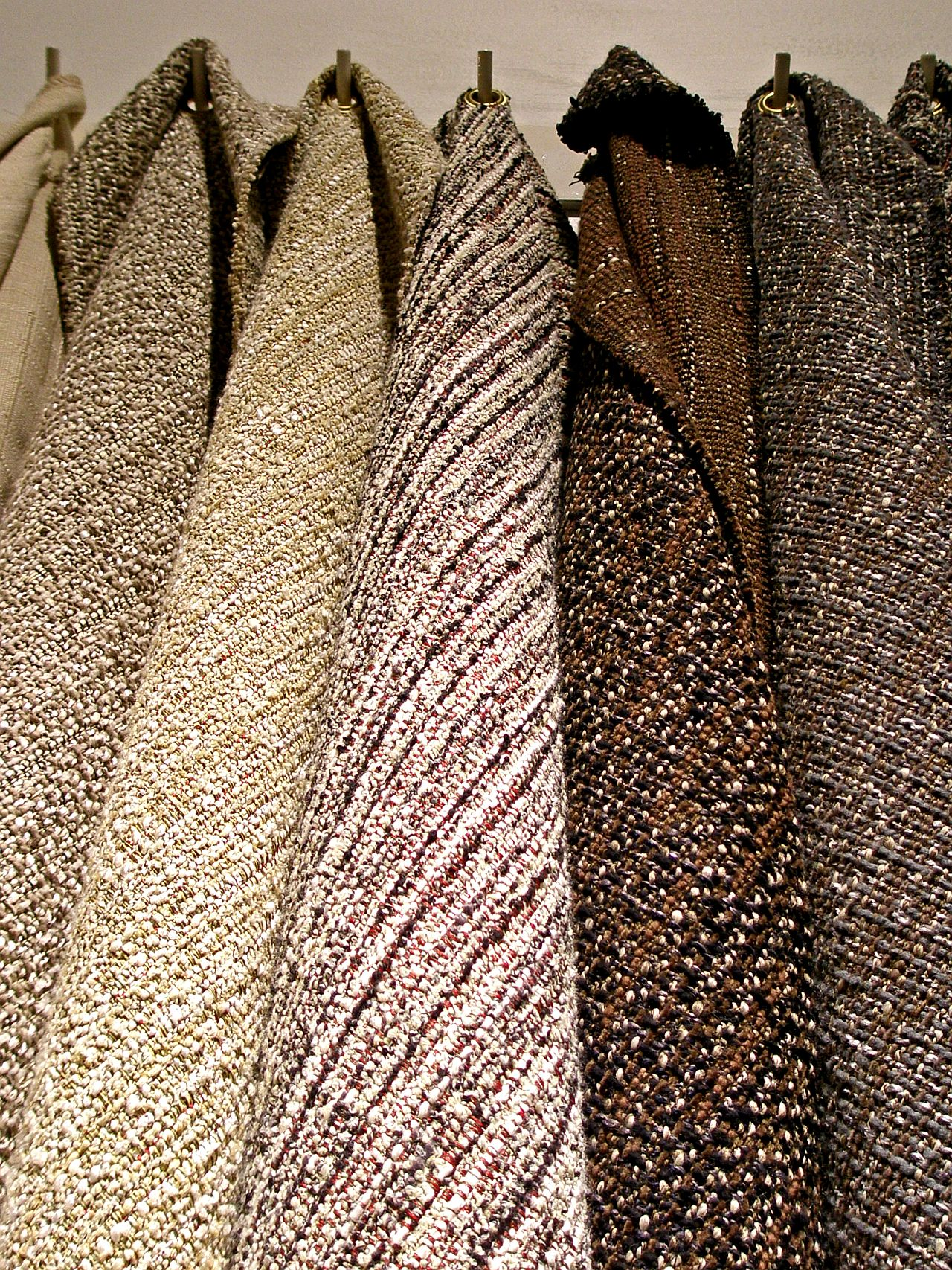
Nopkové tkaniny (tvíd)

## Druhy nopků

### Nopky v přízi
jsou nežádoucí smotky vláken, které vznikají při přípravě textilních materiálů k předení.
Např. surová bavlna před vyzrňováním neobsahuje téměř žádné nopky, ale v průběhu zpracování je zaznamenán průměrný výskyt na 1 gram: po vyzrňování – 200, po čechrání – 300, po mykání – 50, po česání – 25. V hotové mykané přízi se počítalo (asi do roku 2000) s 500 nopky na 1000 m, později se (vlivem zlepšených metod zpracování) snížil výskyt na 350 a u česané příze se dosáhlo ve stejné době zlepšení ze 100/1000 m na polovinu.
(U vlněných česanců se počítá s 5–8 nopky na 20 g) .

### Nopky v efektní přízi
Jsou úmyslně tvořená silná místa v přízi, která vznikají přimícháváním vlákenných smotků. Speciálně zhotovené slepence z krátkých, zplstěných vláken obarvených na určitý odstín se přisypávají na mykacím stroji pomocí dávkovacího ústrojí do zpracovávaného materiálu.
Jednoduché nebo skané příze se zapředenými nopky se používají na ruční pletení jako jednotlivé efektní nitě nebo na tkaniny (např. tvídové) zhotovené kompletně z nopkových přízí.
Někteří odborníci považují za nopky (angl.: slubs, něm.: Noppen) také shluky vláken, které se tvoří jako zesílená místa v přízi ve zvlášť upraveném průtahovém ústrojí dopřádacího stroje. Těmto se však všeobecně říká plameny.

### Nopová vazba pletenin

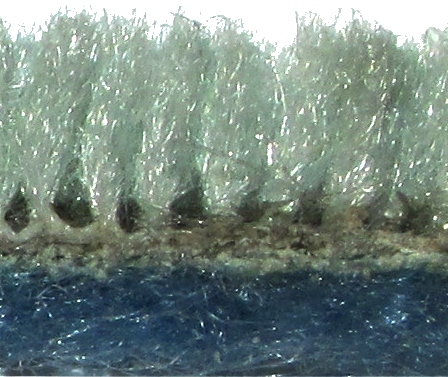
Nopky na vlasovém koberci (10 x zvětšeno)

je varianta chytové vazby zátažných pletenin, u které se hromadí chytové kličky a vytváří tak nopkovou strukturu. Známá jsou početná vzorování:
- např. u jednolícní vazby následují po jednom řádku s očky nejméně tři řádky se střídáním oček a chytových kliček
- nopový vzor v oboulícní vazbě má po dvou řádcích oček nejméně dva řádky s chytovými kličkami pletenými na druhém jehelním lůžku.[6]

### Nopky na vlasových a smyčkových textiliích
jsou konce nití tvořících vlas a smyčky u sametů a plyšů. Obzvlášť u podlahových krytin se pro tyto útvary používá označení nopky.
Jemnost koberců se vyjadřuje obvykle počtem nopků na cm2. Dosud (2015) nejjemnější (hedvábný) nástěnný koberec na světě pocházející z tureckého Hereke má dostavu 32 x 32 tj. 1024 nopků na cm2.

## Odvozené pojmy

### Nopování
je oprava chyb na hotových dražších (hlavně vlněných) tkaninách
- odstraňováním nečistot ručně speciálními kleštičkami nebo strojově (kývavými plochými noži).[9]

První nopovací stroj byl patentován ve 20. letech 19. století ve Francii, vynálezci byli údajně bratři Seydourové.
- štepováním malých dírek
- vylepšování barevných skvrn nopovacími barvami, tinkturami nebo extrakty[11]

### Noppé
je tkanina s uzlíkovitou strukturou z různých surovin používaná na šatovky